# Мара (регіон)
Мара (англ. Mara) — один з 31 регіону Танзанії. Має площу 19 566 км², з яких 19 566 км² належать до суші, за переписом 2012 року його населення становило 1 743 830 осіб. Адміністративним центром регіону є місто Мусома.

## Географія
Розташований на півночі країни, межує з  Кенією і має вихід до озера Вікторія. На території області знаходиться національний парк Серенгеті.

## Адміністративний поділ
Адміністративно область поділена на 6 округів:
- Бунда
- Серенгеті
- Тариму
- Рор'я
- Мусома-місто
- Мусома-село